# チョン・ミジョン
チョン・ミジョン(ハングル表記：정미정、1966年 - ）は、韓国のアナウンサー、実業家。全羅南道の光州市で生まれ、1989年に梨花女子大学校の国文科を卒業し、同年KBSの第16期公開採用でアナウンサーとして採用され入局した。『歌謡トップ10』や『挑戦主婦歌謡スター』『독점여성』（仮訳：独占女性）など多くの番組の司会進行を務めた。2002年にKBSを退局して、이롬라이프（イーロムライフ、その後イーロムに改称）の副社長に就任した。2008年に発酵食品会社エデンネイチャー（이든네이처）を創業し、代表理事を務めている。著書として2008年に出版した『進化：チョン・ミジョンが提案する21世紀女性のエネルギー』（진화 정미정이 제안하는 21세기 여성의 에너지）がある。